# Дополнительное время
Дополнительное время (в некоторых видах спорта оверта́йм, от англ. overtime), в спорте — время, назначаемое в ходе спортивного состязания в случае, когда в течение основного времени определить победителя не удалось.
Применяется в таких видах спорта, как футбол, регби, регби-7, регбилиг, хоккей, баскетбол, греко-римская борьба и некоторых других.
В случае ничейного результата в некоторых видах спорта регламент соревнований может предусматривать продолжение соперничества в течение некоторого дополнительного промежутка времени с целью выявить победителя. Этот промежуток времени фиксирован и заранее оговорен, но правила могут предусматривать и его досрочное окончание (а иногда и только само основание, например, в игре Battle Sport гол или уничтожение танка противника, в стритболе достижение разницы в 2 очка при правиле «баланс») в случае наступления некоторого события, позволяющего определить победителя (например, «золотой» или «серебряный» гол в футболе). В случае безрезультатного окончания дополнительного времени (победителя по-прежнему невозможно определить) может назначаться ещё один (к примеру, как в баскетболе) или использоваться другие методы выявления победителя (например, серия послематчевых пенальти в футболе).
В некоторых видах борьбы дополнительное время назначается, если у двух противников равное количество очков, или неравное, но у каждого менее трёх очков. Продолжается до набора трёх очков одним из противников (или ликвидации равенства), но не более трёх минут.
Используется наряду (что иногда не различается) с правилом мгновенной смерти.

## Футбол
Дополнительное (добавочное) время в футбольных матчах стадии плей-офф может назначаться, если этого требует регламент соревнований, для разрешения ничьих (если это товарищеский матч, то добавочное время обычно не назначается). Обычно это два дополнительных тайма по 15 минут без перерыва, по окончании первого тайма команды меняются местами (воротами). В дополнительное время также, как и в основное, добавляется добавленное время. Во время дополнительного времени может применяться правило Золотого или Серебряного гола. Ничья, не разрешённая в дополнительном времени, может быть разрешена путём жребия либо послематчевых пенальти.
В Европейских международных матчах правило Золотого и Серебряного гола действовало несколько лет на рубеже 2000-х годов и в дальнейшем было отменено. Это произошло, по всей видимости, после Золотого гола Давида Трезеге в финале чемпионата Европы 2000 года между сборными Италии и Франции. Многочисленные критики этого правила приводили примеры захватывающих полуфиналов на ЧМ 1970 года между ФРГ и Италией и ЧМ-1982 между Францией и ФРГ. В этих матчах в дополнительное время голов было забито гораздо больше, чем в основное. В настоящее время в футболе дополнительное время до первого гола отменено. Есть два дополнительных тайма по 15 минут и в случае ничьей пробивается серия пенальти.

## Регби-7
Дополнительное время в матчах по регби-7 стадии плей-офф может назначаться, если этого требует регламент соревнований, для разрешения ничьих. Это два дополнительных тайма по 5 минут. После каждого тайма, команды меняются половинами поля без перерыва на отдых. В дополнительное время команда, которая первой повела в счете, объявляется победителем без продолжения игры.

## Хоккей с мячом
Дополнительное время в матчах по хоккею с мячом стадии плей-офф может назначаться, если этого требует регламент соревнований, для разрешения ничьих.
Первоначально это было два дополнительных тайма по 15 минут без перерыва, по окончании первого тайма команды меняются местами (воротами). По таким правилам был сыгран финал чемпионата мира 1985 года в Осло между сборными СССР и Швеции.
Впоследствии было введено правило Золотого гола, а хронометраж каждого дополнительного тайма сокращен до 10 минут. По таким правилам был сыгран финал чемпионата мира 2010 года в Москве между сборными России и Швеции.
Если в дополнительное время команды не выявили победителя, то в случае ничьей пробивается серии ударов с 12-метровой отметки (на чемпионатах мира пенальти в плей-офф такое случалось только в полуфинале чемпионата мира 2012 года в Алма-Ате между сборными Швеции и Казахстана).

## Хоккей с шайбой
Дополнительное время в матчах по хоккею с шайбой назначается, если в основные 60 минут матча команды не смогли определить победителя. На чемпионатах мира и Олимпийских играх играется 5 минут в формате 3×3 до первого гола (но удаление игрока увеличивает состав соперника до 4 или 5). Если победитель не определился, назначаются послематчевые броски. По общему правилу играют 5 минут (но до первого гола) составами 4×4 (исключение если удалены 2 хоккеиста в одной команде то играют 5×3).
В некоторых турнирах в плей-офф овертайм играется в формате 5×5 до первого гола неограниченное количество времени (20 минут игры, перерыв и возобновление овертайма).